# Gerhard Rupprecht
Gerhard Rupprecht (* 29. November 1948 in Nürnberg; † 8. August 2014 an der Roggalspitze in Vorarlberg, Österreich) war ein deutscher Versicherungsmanager und Diplom-Mathematiker.

## Leben
Gerhard Rupprecht legte 1967 sein Abitur ab. Von 1969 bis 1974 studierte er Mathematik an der Universität Stuttgart. Von 1974 bis 1978 arbeitete er als wissenschaftlicher Assistent am Mathematischen Institut der Stuttgarter Universität. Im Jahr 1978 promovierte er.
Danach arbeitete Rupprecht bei SEL und ab 1979 bei der Allianz Lebensversicherungs-AG. Dort war er zunächst von 1984 bis 1987 als Leiter der Mathematischen Abteilung tätig. Ab 1988 leitete Rupprecht das Ressort Tarif- und Rechnungswesen.
Im Jahr 1989 wurde er als stellvertretendes Mitglied in den Vorstand der Allianz Lebensversicherungs-AG berufen. Ab Oktober 1991 bis 2006 war er	Vorstandsvorsitzender der Allianz Lebensversicherungs-AG. Von 2006 bis 2010 war er der Vorsitzende des Vorstands der neu gegründeten Allianz Deutschland AG. Im Jahr 2010 ging er in den Ruhestand.
Rupprecht, der als erfahrener Bergsteiger galt, kam im August 2014 bei einem Unfall beim Bergsteigen in den österreichischen Alpen ums Leben. Beim Besteigen der Roggalspitze in den Lechtaler Alpen hatte sich ein Felsbrocken gelöst und das Sicherungsseil durchtrennt, was zum Absturz in die Tiefe führte.